# Pietro Barcellona (senatore)
Pietro Barcellona (Cefalù, 4 novembre 1866 – Roma, 25 febbraio 1952) è stato un magistrato e politico italiano.
In magistratura dal 1890, è stato pretore a Barrafranca, Messina e Catania, giudice e consigliere di corte d'appello al tribunale civile e penale di Palermo, sostituto procuratore a Messina, procuratore generale presso la corte d'appello di Messina.